# Torre de defensa (Sort)
La Torre de defensa és una obra d'Olp al municipi de Sort (Pallars Sobirà) inclosa a l'Inventari del Patrimoni Arquitectònic de Catalunya.

## Descripció
Torre de planta quadrangular que consta de planta baixa i quatre pisos alts. Cobreix la torre un llosat a dues aigües. Els paraments de gran gruixària són de pedra pissarrosa local sense escairar. Per tal de donar-li funcionalitat com a habitatge s'hi han practicat diverses obertures i al pis superior s'ha instal·lat un colomer.